# Simone Deveaux
Simone Deveaux är en rollfigur i tv-serien Heroes. Simone är en av de få huvudpersoner som inte har någon speciell förmåga. Hon är en konstförmedlare/säljare och dejtar målaren och serietidningsförfattaren Isaac Mendez i början av säsong ett. Isaac har drogproblem vilket gör att Simone en bit in i säsongen börjar dejta Peter Petrelli istället som varit förälskad i henne sen de träffades. Peter är utbildad sjukskötare och tar hans om hennes far, Charles Deveaux, som ligger på dödsbädden.
Simone tror inte på de speciella förmågorna i början men lägger sin själ i att försöka få Isaac ren från droger. Men i avsnittet Unexpected dör hon av två skott från Isaac, när Isaac och Peter hade grälat.